# 1994 au Belize
Chronologie du Belize
- 1990
- 1991
- 1992
- 1993
- 1994
- 1995
- 1996
- 1997
- 1998

Cet article présente les faits marquants de l'année 1994 au Belize.

## Gouvernement
- Monarque : Élisabeth II
- Gouverneur général : Colville Young
- Premier ministre : Manuel Esquivel

## Statistiques
- x

## Évènements

### Non daté
- Création de la station de radio FM 2000 qui sera renommée plus tard Positive Vibes FM (en)[1].
- La Belize Telecommunications Authority (BTA, « Autorité des télécommunications du Belize », aujourd'hui BTL ou Digi) lance les premiers services internet au Belize. Ce lancement est un événement majeur ; le BTA étant le seul fournisseur internet du pays[2].
- en 1994 a lieu les derniers lâchers de Hurleurs du Guatemala (Alouatta pigra) dans le sanctuaire faunique du bassin Cockscomb. Démarrées en 1992, les réintroductions permettent d'obtenir une population de 62 animaux dans le sanctuaire fondé en 1990[3],[4].
- représentant un risque pour l'élevage et l'espèce humaine, la lucilie bouchère (Cochliomyia hominivorax), espèce de diptère et parasite des mammifères, est officiellement éradiquée dans le pays[5],[6].
- Cette année voit la création de plusieurs parcs nationaux :
  - Aguas Turbias[7]
  - Five Blues Lake[8]
  - Monkey Bay[9]
  - Payne's Creek (en)[10]
  - Río Blanco[11]
  - Temash-Sarstoon (en)[12]

### Janvier
- x

### Février
- visite de la Reine Élisabeth II au Belize[13].

### Mars
- Élections municipales béliziennes de 1993-1994.

### Avril
- x

### Mai
- x

### Juin
- x

### Juillet
- x

### Août
- x

### Septembre
- le Guatemala ayant finalement reconnu le Belize et les tensions s'étant calmées, l'armée britannique se retire du Belize, ne laissant qu'une poignée de personnels et un centre d'entraînement à la guerre dans la jungle. Elle était restée présente pour protéger le pays depuis son indépendance des revendications du Guatemala, le temps que le Belize créé ses propres forces armées[14],[15].
- 21 septembre : Fête nationale.
- 25 septembre : une tempête tropicale touche le pays (Tropical Depression Eight)[16].

### Octobre
- x

### Novembre
- x

### Décembre
- x

## Sport
- Fondation du Griga United (en), club de football basé à Dangriga.
- Championnat du Belize de football 1993-1994
- Championnat du Belize de football 1994-1995

## Décès
- 6 février : Edison Coleman (en), pionnier de la radio, comédien et journaliste.